# Motor Trend 500 1967
Motor Trend 500 1967 var ett stockcarlopp ingående i Nascar Grand National Series (nuvarande Nascar Cup Series) som kördes 22 januari 1967 på den 2,7 mile (4,345 meter) långa road course-banan Riverside International Raceway i Riverside i Kalifornien. Totalt avverkades 499,5 miles (803,867 km) fördelat på 185 varv. Banunderlaget var asfalt. Loppet vanns av Parnelli Jones i en Ford på tiden 5:29.03 körande för Stroppe Motorsports. Jones snitthastighet uppgick till 91,08 mph. Han var vid målgång ensam förare på ledarvarvet, ett varv före tvåan Paul Goldsmith. Prispotten uppgick till 65 410 dollar, varav 18 720 dollar gick till segraren.

## Resultat
| Plc     | Nr  | Förare           | Team/ bilägare              | Konstruktör | Start | Varv | Ledda varv |
| ------- | --- | ---------------- | --------------------------- | ----------- | ----- | ---- | ---------- |
| 1       | 115 | Parnelli Jones   | Stroppe Motorsports         | Ford        | 6     | 185  | 126        |
| 2       | 99  | Paul Goldsmith   | Nichels Engineering         | Plymouth    | 11    | 183  | 6          |
| 3       | 11  | Norm Nelson      | Norm Nelson                 | Plymouth    | 15    | 183  | 0          |
| 4       | 31  | Don White        | Nichels Engineering         | Dodge       | 12    | 183  | 0          |
| 5       | 48  | James Hylton     | Bud Hartje                  | Dodge       | 17    | 178  | 0          |
| 6       | 18  | Bruce Worrell    | Bob Bristol                 | Mercury     | 29    | 174  | 0          |
| 7       | 451 | Scotty Cain      | Bill Clifton                | Ford        | 21    | 171  | 0          |
| 8       | 6   | David Pearson    | Owens Racing                | Dodge       | 2     | 170  | 3          |
| 9       | 114 | Mario Andretti   | Holman Moody                | Ford        | 16    | 164  | 0          |
| 10      | 78  | Chuck Prickett   | Dan Dostinich               | Chevrolet   | 41    | 162  | 0          |
| 11      | 8   | Jerry Oliver     | i.u.                        | Chevrolet   | 32    | 160  | 0          |
| 12      | 80  | Bo Reeder        | Bo Reeder                   | Ford        | 39    | 159  | 0          |
| 13      | 24  | Jack Harden      | Betty Lilly                 | Ford        | 27    | 157  | 0          |
| 14      | 16  | Dan Gurney       | Stroppe Motorsports         | Mercury     | 3     | 143  | 36         |
| 15      | 28  | Fred Lorenzen    | Holman Moody                | Ford        | 5     | 141  | 4          |
| 16      | 94  | Don Biederman    | Ron Strotten                | Chevrolet   | 36    | 133  | 0          |
| 17      | 55  | Don Noel         | Don Noel                    | Ford        | 44    | 131  | 0          |
| 18      | 145 | John Martin      | i.u.                        | Plymouth    | 22    | 110  | 0          |
| 19      | 14  | Jim Paschal      | Tom Friedkin                | Plymouth    | 13    | 106  | 0          |
| 20      | 88  | Clyde Prickett   | Dan Dostinich               | Chevrolet   | 31    | 104  | 0          |
| 21      | 43  | Richard Petty    | Petty Enterprises           | Plymouth    | 4     | 103  | 5          |
| 22      | 26  | Lloyd Ruby       | Junior Johnson & Associates | Ford        | 8     | 96   | 0          |
| 23      | 61  | Jim Cook         | Coz Concilla                | Oldsmobile  | 37    | 92   | 0          |
| 24      | 2   | Bobby Allison    | J.D. Bracken                | Chevrolet   | 20    | 92   | 0          |
| 25      | 7   | Jack McCoy       | Charles Bell                | Dodge       | 23    | 88   | 0          |
| 26      | 27  | A.J. Foyt        | Matthews Racing             | Ford        | 7     | 87   | 5          |
| 27      | 97  | Henley Gray      | Gray Racing                 | Ford        | 19    | 87   | 0          |
| 28      | 04  | Jerry Grant      | Tom Friedkin                | Plymouth    | 9     | 74   | 0          |
| 29      | 19  | J.T. Putney      | J.T. Putney                 | Chevrolet   | 24    | 70   | 0          |
| 30      | 143 | Frank Burnett    | Frank Burnett               | Plymouth    | 42    | 60   | 0          |
| 31      | 3   | Joe Clark        | i.u.                        | Plymouth    | 34    | 52   | 0          |
| 32      | 63  | Walt Price       | i.u.                        | Buick       | 35    | 51   | 0          |
| 33      | 79  | Ranny Dodd       | i.u.                        | Chevrolet   | 43    | 47   | 0          |
| 34      | 12  | LeeRoy Yarbrough | Jon Thorne                  | Dodge       | 10    | 38   | 0          |
| 35      | 4   | Cliff Garner     | J.R. Van Curren             | Mercury     | 33    | 25   | 0          |
| 36      | 96  | Ray Elder        | Ray Elder                   | Dodge       | 30    | 23   | 0          |
| 37      | 15  | Curtis Turner    | Stroppe Motorsports         | Mercury     | 14    | 15   | 0          |
| 38      | 1   | Marvin Porter    | Carl Dane                   | Ford        | 25    | 15   | 0          |
| 39      | 29  | Dick Hutcherson  | Bondy Long                  | Ford        | 1     | 14   | 0          |
| 40      | 23  | Johnny Steele    | Kyle Gibson                 | Mercury     | 28    | 13   | 0          |
| 41      | 9   | Roy Tyner        | Truett Rodgers              | Chevrolet   | 38    | 9    | 0          |
| 42      | 03  | Tom Roa          | i.u.                        | Pontiac     | 40    | 9    | 0          |
| 43      | 85  | Gordon Johncock  | R.L. Diestler               | Plymouth    | 18    | 1    | 0          |
| 44      | 45  | Carl Cardey      | Bill Clifton                | Ford        | 26    | 0    | 0          |
| 45      | 21  | Cale Yarborough  | Wood Broters Racing         | Ford        | 46    | 0    | 0          |
| 46      | 22  | Billy Foster     | Rudy Hoerr                  | Dodge       | 46    | 0    | 0          |
| Källor: |     |                  |                             |             |       |      |            |